# Tempestade tropical Erika
A tempestade tropical Erika de agosto de 2015 foi, na época, o desastre natural mais mortal e destrutivo na Dominica desde o furacão David, em 1979. A quinta tempestade nomeada da temporada, Erika se desenvolveu a partir de uma onda tropical que se deslocava para o oeste, bem ao leste das Pequenas Antilhas. Condições hostis, incluindo ar seco e cisalhamento do vento, inibiram um desenvolvimento significativo e Erika não conseguiu adquirir ventos sustentados além de 85 km/h). Ao contrário das previsões de uma recurvatura noroeste, o ciclone persistiu no curso oeste e passou pelas Ilhas Leeward e emergiu sobre o Mar do Caribe em agosto 27 Erika sucumbiu a condições adversas no dia seguinte, dissipando-se como um ciclone tropical perto da República Dominicana. O sistema remanescente persistiu por mais alguns dias, passando finalmente pelo Golfo do México, antes de se dissipar sobre a Geórgia em setembro 3)
Durante a passagem de Erika, várias ilhas sofreram fortes chuvas, especialmente na Dominica. A estrutura assimétrica da tempestade, combinada com o terreno montanhoso da ilha e com ampla umidade no ar, levou a acumulações de chuvas até 850 milímetros (33 pol). Com áreas já saturadas de chuvas antecedentes, um tremendo escoamento rapidamente sobrecarregou as bacias hidrográficas e provocou inundações catastróficas. Acompanhar deslizamentos de terra piorou a situação, danificando temporariamente os rios antes de desabar. Centenas de casas foram deixadas inabitáveis e milhares de pessoas foram deslocadas; toda a cidade de Petite Savanne foi evacuada e posteriormente abandonada como resultado da tempestade. No total, 30 pessoas morreram em toda a ilha no pior desastre do país desde o furacão David. Os efeitos devastadores da tempestade na Dominica provocaram um influxo de assistência internacional. A ajuda de várias nações e organizações intergovernamentais chegou para ajudar as vítimas da tempestade. Milhares de casas precisavam ser construídas ou reparadas, incluindo 500–1 000 para a realocação de todos os residentes de Petite Savanne. A recuperação em Dominica foi interrompida em setembro 2017 pelo furacão Maria, um furacão de categoria 5 que provocou uma devastação muito maior na ilha.
Em Guadalupe, chuvas fortes nas proximidades de Basse-Terre causaram inundações e deslizamentos de terra, forçando as estradas a fechar temporariamente. Aproximadamente 250 000 pessoas em Porto Rico ficaram sem eletricidade. A ilha recebeu US $ 17,37 milhões  em danos agrícolas. Na República Dominicana, uma estação meteorológica em Barahona media 24,26 pol (616 mm) de chuva, incluindo 8,8 pol (220 mm) em uma única hora. Cerca de 823 casas sofreram danos e 7 345 pessoas foram deslocadas. Cinco pessoas morreram no Haiti, quatro por um acidente de trânsito relacionado ao clima e uma por um deslizamento de terra. O dano total de Erika é estimado em mais de US $ 500 milhões, com US $ 482,8 milhões na Dominica sozinha.

## História meteorológica
Em 20 de agosto de 2015, o National Hurricane Center (NHC) começou a monitorar uma onda tropical no oeste da África, perto da costa atlântica. O sistema desorganizado emergiu no dia seguinte sobre o Oceano Atlântico várias centenas de quilômetros a sudeste das Ilhas Cabo Verde. Movendo-se rapidamente para o oeste, o sistema contornou as ilhas de Cabo Verde para o sul em 22 de agosto, mas permaneceu amplamente desorganizado. Uma vala acentuada desenvolvida dentro da expansão da convecção profunda em 23 de agosto, apesar de uma circulação bem definida não se consolidar.  A organização da baixa melhorou ao longo do dia, pois as condições ambientais favoreceram a ciclogênese tropical. A calha adquirida vendeu- força ventos no dia seguinte e finalmente desenvolveu uma circulação fechada às 18:00 UTC. A formação de um nível de baixa fechado marcou a transição para um ciclone tropical ; consequentemente, o sistema foi classificado como Tempestade Tropical Erika, a quinta tempestade nomeada da temporada anual de furacões. Após sua designação, Erika estava situada aproximadamente 1.035 mi (1.665 km) a leste das Pequenas Antilhas.  A tempestade manteve uma rápida trajetória para o oeste, dirigida por uma cordilheira subtropical ao norte.
No momento da classificação de Erika, os modelos de previsão divergiam significativamente no futuro potencial da Erika. A orientação estatística e o HWRF representaram um furacão, enquanto o ECMWF e o GFS mostraram um sistema mais fraco devido ao aumento do cisalhamento do vento. Os modelos que intensificaram a tempestade indicaram uma trilha mais ao norte, enquanto os que a mantinham mais fracas tinham o sistema continuando ao longo do oeste. Consequentemente, o NHC notou pouca confiança em sua previsão de cinco dias para Erika. Essa incerteza finalmente refletiu em erros de previsão acima da média quando comparada a todos os ciclones tropicais, mas aproximadamente na média para sistemas fracos e mal organizados. Ao longo do 25 de agosto e até o início de 26 de agosto, a organização convectiva de Erika flutuou devido ao cisalhamento do vento e à entrada de ar seco, deixando periodicamente o centro de circulação sem convecção. No início de 27 de agosto, Erika conseguiu se intensificar um pouco, atingindo o seu pico de intensidade com ventos máximos sustentados de 50 mph (85) km/h) e uma pressão barométrica de 1001 mbar ( hPa ; 29,56 inHg ). Por volta das 09:00 O UTC, o centro desorganizado de Erika, passou perto da ponta norte de Guadalupe, antes de emergir sobre o mar do Caribe oriental.

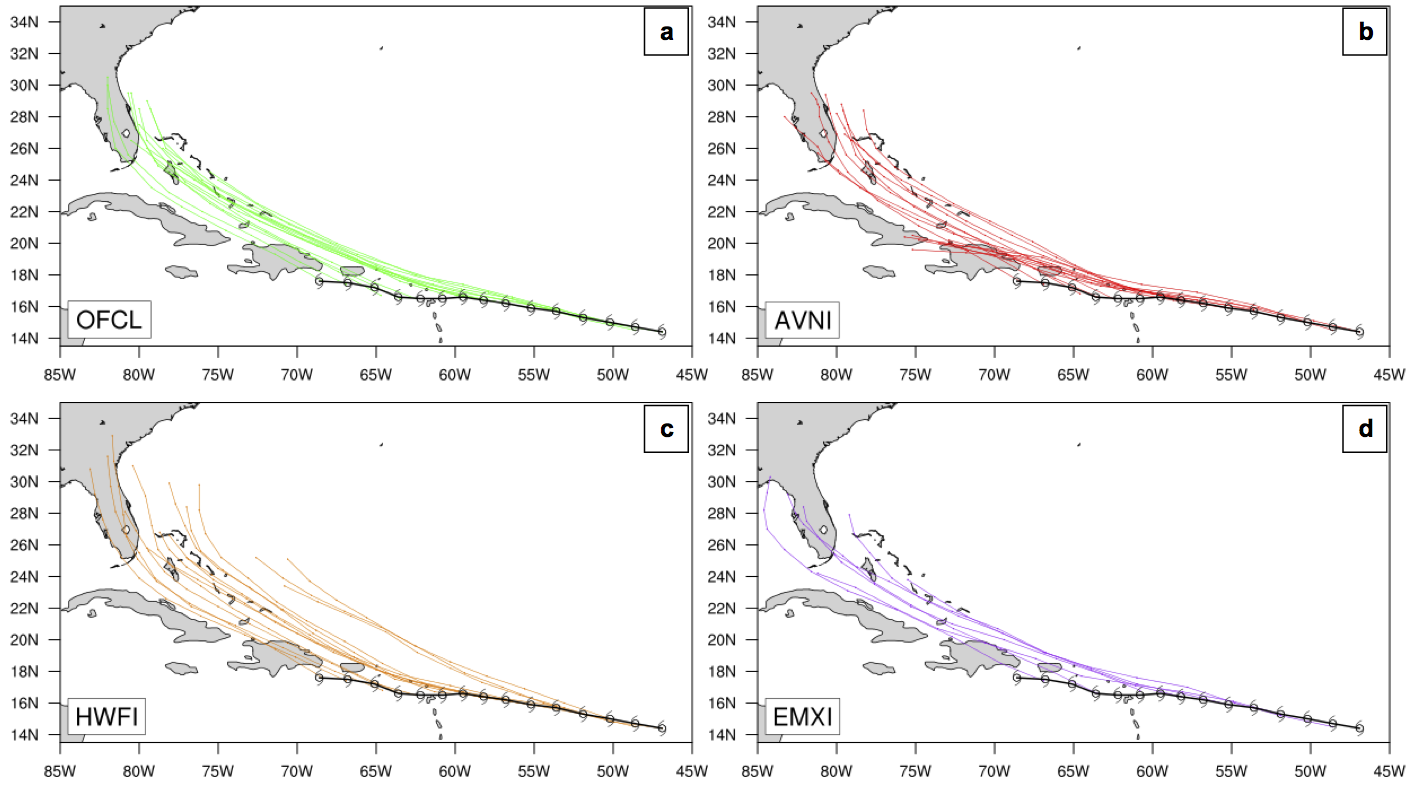
Posições oficiais de previsão (canto superior esquerdo) e vários modelos de previsão para Erika versus as suas melhores posições de pista (linhas pretas). Observe o viés consistente do norte presente em todas as saídas

A convecção permaneceu mal organizada e confinada principalmente às partes orientais do ciclone, enquanto atravessava o mar do Caribe oriental. Vários centros de circulação foram observados durante a noite de 27 de agosto–28, todos girando em torno de um amplo centro geral. Um desses centros passou por St. Croix e produziu rajadas de força de vendaval. As condições ambientais antes da tempestade tornaram-se cada vez mais hostis, e os analistas do NHC continuaram observando uma incerteza anormalmente alta em suas previsões. Degradação estrutural adicional ocorreu em 28 de agosto quando Erika se aproximou da República Dominicana. Com base nos dados do Hurricane Hunters, Erika degenerou em uma ampla área de baixa pressão - não mais atendendo à definição de ciclone tropical - logo após as 12:00 UTC, perto da costa sudeste da República Dominicana. Operacionalmente, o NHC manteve orientações sobre Erika até 13:30 UTC em 29 de agosto. Também foi observado durante essas orientações que o centro era completamente desprovido de convecção, e qualquer convecção que permanecesse foi reduzida à metade oriental do sistema.
Por volta das 21:00 UTC em 28 de agosto, os remanescentes de Erika chegaram a terra ao longo da costa sudeste da República Dominicana. O sistema desarrumado surgiu sobre a Passagem de Barlavento no início de 29 de agosto. Depois disso, o sistema contornou a costa norte de Cuba e entrou no Golfo do México em 31 de agosto. Virando para o norte, a perturbação acabou atravessando o norte da Flórida em setembro 2, antes de se dissipar sobre a Geórgia no dia seguinte.

## Preparações

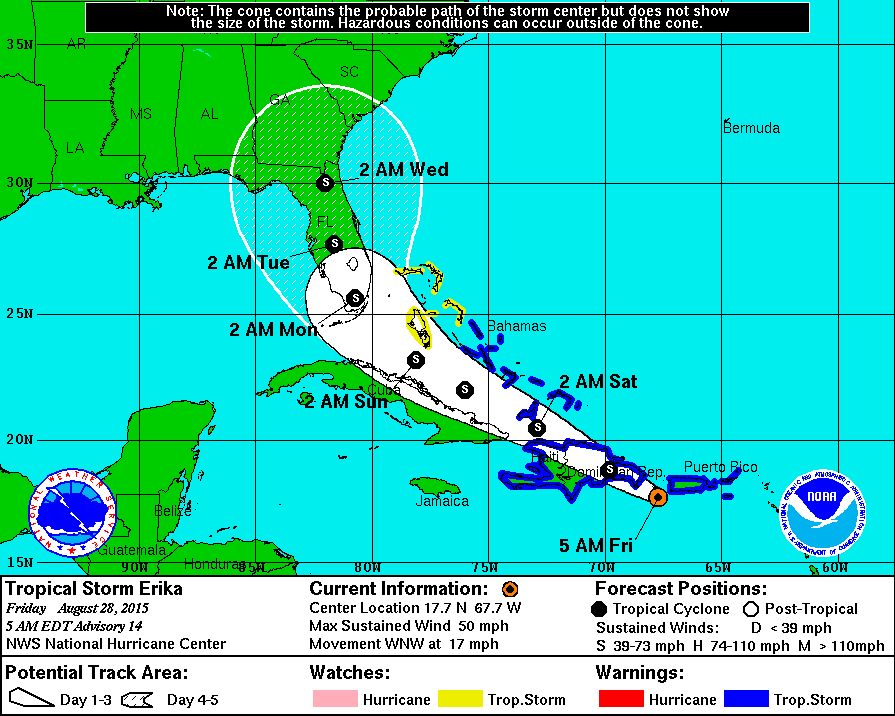
A previsão do NHC para a tempestade tropical Erika às 5:00 a.m EDT (09:00 UTC) em 28 de agosto, pouco antes da sua dissipação como um ciclone tropical, retratando a tempestade que atravessa a República Dominicana, roça as Bahamas e se move por toda a Península da Flórida

### Caraíbas
Vários governos locais emitiram alertas e avisos de tempestades tropicais para seus respectivos países durante toda a duração de Erika. Relógios e avisos cobriam as Pequenas Antilhas de Guadalupe ao norte, quase a totalidade das Grandes Antilhas e as Bahamas. A Cruz Vermelha abriu quatro abrigos ao público nas Ilhas Virgens Americanas. O Departamento de Saúde local também abriu abrigos para necessidades especiais em St. Croix e St. Thomas. Todo o pessoal não essencial do governo recebeu licença administrativa em 27 de agosto. Devido ao mar agitado, os portos locais fecharam temporariamente. Embora os aeroportos continuassem abertos, várias companhias aéreas cancelaram voos. Um toque de recolher em todo o território foi imposto até a tarde de 28 de agosto.
Escolas, portos e praias foram fechadas em toda a República Dominicana. O Exército da República Dominicana enviou 275 soldados e ao lado da Força Aérea do país, ajudaram na evacuação de residentes. A Marinha foi colocada em modo de espera para possíveis operações de busca e salvamento. Autoridades no Haiti suspenderam o serviço aéreo, proibiram viagens rodoviárias entre departamentos e ordenaram que pequenas embarcações permanecessem no porto. Abrigos de evacuação foram abertos em todos os departamentos e 254 prisioneiros foram transferidos de Gonaïves para três outras instalações.

### Flórida
Em 28 de agosto, o governador da Flórida, Rick Scott, declarou estado de emergência. Apesar da tempestade ter se dissipado pouco tempo depois, Scott manteve a declaração de emergência em vigor e declarou: "Essa tempestade foi completamente imprevisível o tempo todo... ainda teremos muita chuva e muita inundação".  Trinta membros da Guarda Nacional da Flórida foram posicionados, enquanto outros 8 000 foram colocados em espera.  Em 28 de agosto um total de 17 vôos foram cancelados no aeroporto internacional de Miami e no aeroporto internacional de Fort Lauderdale – Hollywood. Escolas no Condado de Hendry fecharam preventivamente em 31 de agosto, com funcionários citando preocupações com inundações. Sacos de areia foram distribuídos aos moradores de Doral, Hallandale Beach, Hollywood e Sweetwater.
O último furacão a impactar o estado foi o furacão Wilma em 2005. Desde então, a população do estado cresceu 2 milhões, com muitos presumindo nunca ter experimentado um furacão antes. Alguns moradores mais novos permaneceram apáticos com a tempestade, descartando-a como "outra desculpa para pular o trabalho, a escola ou a festa".

## Impacto
| Concelho/Região      | Mortes | Mortes   | Prejuízos (USD)   | Ref.          |
| Concelho/Região      | Direto | Indireto | Prejuízos (USD)   | Ref.          |
| -------------------- | ------ | -------- | ----------------- | ------------- |
| Dominica             | 30     | 0 0      | $ 482,8 milhão    | [ 28 ] [ 29 ] |
| República Dominicana | 0 0    | 0 0      | US $ 8,91 milhão  | [ 30 ]        |
| Haiti                | 1      | 4        | n/d               | [ 18 ] [ 31 ] |
| Porto Rico           | 0 0    | 0 0      | US $ 17,37 milhão | [ 32 ]        |
| Estados Unidos       | 0 0    | 0 0      | $ 2,3 milhão      | [ 33 ]        |
| Total                | 31     | 4        | $ 511,4 milhão    |               |

### Caraíbas
Em Guadalupe, o total de chuvas atingiu 100 milímetros (3,9 pol) em Basse-Terre, enquanto as rajadas atingiram o pico de 100 quilômetros por hora (62 mph) em La Désirade. Alguns deslizamentos de terra e inundações foram relatados, com estradas em Basse-Terre temporariamente fechadas. A Electricité de France informou que 1 600  clientes perderam energia durante a tempestade. Mar agitado em Martinica encalhou barcos. Deslizamentos de terra e árvores derrubadas bloquearam várias estradas da ilha. Em outras partes das Pequenas Antilhas, os efeitos de Erika eram insignificantes.

Circuito de satélite infravermelho de Erika sobre as Pequenas Antilhas em 27 de agosto

As faixas externas de Erika trouxeram a chuva muito necessária a Porto Rico, que estava atingida pela seca ; uma estação em Adjuntas registou 4,45 polegadas (113 mm) de chuva. Rajadas de vento com força de tempestade tropical, chegando a 59 milhas por hora (95 km/h) em Maricao,  causou perturbações substanciais na rede elétrica, deixando aproximadamente 250 000 pessoas sem eletricidade. Trinta e seis casas sofreram danos no telhado em locais internos do território e a agricultura sofreu US $ 17,37 milhões em danos.
Uma estação meteorológica em Barahona, República Dominicana, mediu 24,26 polegadas (616 mm) de chuva durante a passagem de Erika, incluindo 8,8 polegadas (220 mm) em uma única hora. As áreas circundantes relataram significativamente menos chuva, no entanto. Em todo o país, 823 casas sofreram danos e 7 345 pessoas foram deslocadas. Erika bloqueou mais de 400 estradas e deixou muitos cortes de energia. Rajadas de ventos de 50 mph (85) km/h) em Azua causou pelo menos RD $ 400 milhões (US $ 8,91 milhões) em danos à safra de banana. As fortes chuvas também impactaram o Haiti, que ainda estava se recuperando de um terremoto catastrófico em 2010 ; estimados 60 000 pessoas permaneceram em moradias de emergência. Quatro pessoas morreram e onze outras foram hospitalizadas em Léogâne, quando um caminhão colidiu com um ônibus em estradas cheias de chuva e explodiu. Uma quinta morte ocorreu durante um deslizamento de terra em Port-au-Prince. Duas pessoas na área ficaram feridas depois que uma casa desabou.
Os remanescentes de Erika mais tarde trouxeram chuvas muito necessárias para Cuba, que estava sofrendo com a pior seca desde 1901.

### Estados Unidos

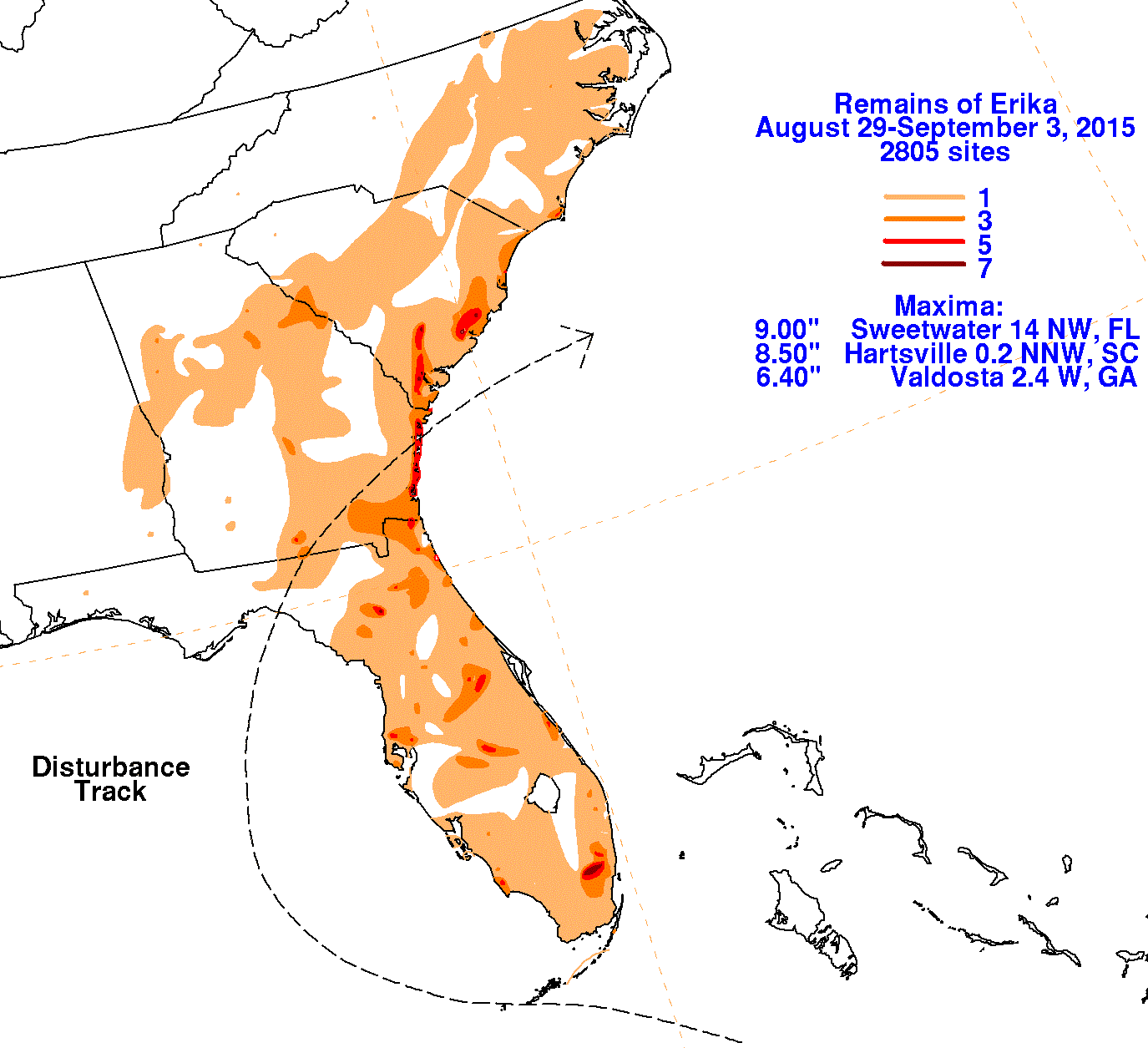
Chuva dos remanescentes de Erika no sudeste dos Estados Unidos

Mais tarde, os remanescentes de Erika caíram chuvas localmente fortes em toda a Flórida, particularmente na área metropolitana de Miami. Uma estação a noroeste de Sweetwater observou 9 polegadas (230 mm) de chuva.  Pequenas enchentes deixaram as ruas de Wynwood intransitáveis. Mais ao norte, no condado de Flagler, tempestades dispersas produziam instâncias isoladas de fortes chuvas; 2,2 polegadas (56 mm) cairam no espaço de uma hora em Palm Coast. Na área da grande Jacksonville, um raio atingiu a Escola Primária Sally B. Mathis, resultando em danos ao aparelho de ar condicionado e na evacuação dos alunos. Na vizinha Geórgia, a umidade dos remanescentes de Erika provocou fortes tempestades. Grande granizo causou US $ 2,3 milhões de danos perto de Woodstock. Ventos fortes com rajadas de 60 mph (95) km/h) acompanharam essas tempestades, derrubando árvores e linhas de energia nos condados de Cherokee, Polk e Troup. Chuvas adicionais se estendiam para o norte através das Carolinas.

## Efeitos na Dominica
Embora Erika tenha passado bem ao norte da Dominica como uma tempestade tropical fraca, as chuvas torrenciais associadas à tempestade afetaram o país. Valores anormalmente altos de água precipitável de 67 milímetros (2,6 pol) estavam presentes na ilha quando Erika se moveu. A influência orográfica exacerbou as taxas de chuvas, e isso foi agravado com a formação de uma mesoescala temporária baixa sobre a ilha, à medida que a circulação primária de Erika continuava a oeste. Mais de 200 milímetros (7,9 pol) de chuva atingiu toda a ilha em menos de 48 horas, com uma média em toda a ilha de 610 milímetros (24 pol).  Durante o período de chuvas mais intensas, a precipitação média em toda a ilha excedeu 90 milímetros (3,5 pol) por hora. As taxas ao longo do rio Macoucherie atingiram 270 milímetros (11 pol) por hora. A chuva mais forte concentrou-se em torno da montanha mais alta do país, Morne Diablotins, onde cerca de 800 a 850 milímetros (31 a 33 pol) caiu. As chuvas no Parque Nacional Morne Diablotin geralmente excederam 600 milímetros (24 pol). Um pico de acumulação secundário de 650 a 700 milímetros (26 a 28 pol) ocorreu na parte sudeste da ilha em torno de Morne Trois Pitons. As acumulações observadas incluem 17 polegadas (430 mm) em Gleau Gommier, 12,62 polegadas (321 mm) no aeroporto de Canefield e 8,74 polegadas (222 mm) no aeroporto de Douglas-Charles.  Com áreas já saturadas de quase duas semanas de chuva anteriores a Erika, grande parte da precipitação não penetrou na superfície; em múltiplas bacias hidrográficas, o escoamento excedeu 60 por cento das acumulações.
Inundações catastróficas e deslizamentos de terra ocorreram em toda a ilha, resultando no pior desastre natural de Dominica desde o furacão David em 1979. Em todo o terreno acidentado da ilha, os deslizamentos de terra temporariamente represavam os rios que transbordavam, criando um acúmulo de água. Essas barragens de terra posteriormente desabaram, levando a inundações ampliadas a jusante. As taxas de fluxo nesses eventos localizados excederam amplamente os valores esperados pela modelagem da Comissão Internacional de Grandes Barragens. Um estudo pós-tempestade de 16 rios da ilha revelaram valores de pico de descarga superiores a 1.000 m3 / s ao longo de 5 rios, com um máximo de 2.876 m3 / s ao longo do rio Malabuka.
Quase 17 000 das 71 293 pessoas do país foram severamente impactadas pela tempestade. Um total de 30 pessoas foram mortas, 20 outros ficaram feridos e 574  pessoas ficaram desalojadas.  Mais de 890 casas foram destruídas ou tornadas inabitáveis. A infraestrutura sofreu tremendos danos: 6 por cento das pontes e 17 por cento das estradas foram destruídas. Além disso, metade das pontes do país e um quarto das suas estradas foram danificadas. As perdas totais totalizaram US $ 1,3 bilhões (US $ 482,8 milhões), aproximadamente 90 por cento do produto interno bruto da Dominica. O primeiro-ministro da Dominica, Roosevelt Skerrit, declarou em um anúncio nacional em 28 de agosto que, "Receio que os danos visuais que vi hoje, possam ter atrasado nosso processo de desenvolvimento em 20 anos".
As inundações prejudicaram o transporte e a comunicação, com oito pontes severamente danificadas ou destruídas, deixando muitas áreas da ilha isoladas. Boetica e Delices permaneceram isoladas por mais de três semanas. Mais de 12 grandes rios transbordavam as suas margens. Aproximadamente 45 por cento dos residentes perderam eletricidade e quase toda a rede de abastecimento de água foi danificada.  Além disso, 50 por cento do serviço telefônico foi perdido.  Os aeroportos de Canefield e Douglas-Charles foram inundados, com a água subindo acima de um pequeno avião neste último.  O Aeroporto Douglas – Charles recebeu mais de EC $ 39,5 milhões (US $ 14,6 milhões) em danos e foi fechado até setembro 18. O rio principal que atravessa Roseau, capital do país, rompeu as suas margens durante a noite de 26 a 27 de agosto, inundando as áreas circundantes. Uma pessoa foi morta durante um deslizamento de terra e um edifício desabou na cidade.
A pequena comunidade de Petite Savanne foi praticamente destruída, com 217 casas niveladas e todos os residentes obrigados a evacuar. Vinte pessoas morreram ou foram presumidamente mortas na aldeia, representando dois terços das mortes atribuídas a Erika na Dominica. Os moradores vasculharam lama e detritos, geralmente com as próprias mãos, para resgatar os presos e, em muitos casos, o fizeram com casas próximas à beira do colapso. A vila ficou isolada por vários dias e os moradores enterraram as vítimas antes da chegada da ajuda.

### Resposta local
Imediatamente após o impacto devastador de Erika na Dominica em 27 de agosto, a Organização dos Estados do Caribe Oriental se reuniu para determinar um plano de avaliação. O governo da Dominica declarou nove áreas de desastre especial: Petite Savanne, Michelin, Good Hope, Bath Estate, Dubique, Campbell, Coulibistrie, San Sauveur e Petite Soufriere. O Centro Nacional de Operações de Emergência foi ativado e trabalhou em conjunto com várias agências locais para realizar missões de socorro. Aproximadamente 100 pessoal foi destacado para várias medidas de ajuda, incluindo busca e salvamento. A Dominica Spa Health and Wellness Association trabalhou em conjunto com o Centro de Desenvolvimento Humano de Trinidad para fornecer apoio psicológico às vítimas; oito especialistas em trauma foram enviados para Dominica.
A unidade psiquiátrica do Hospital Princess Margaret conduziu avaliações de campo e forneceu apoio emocional aos residentes. Em um relatório de setembro 18, observaram que os moradores de Coulibistrie permaneceram em estado de choque por semanas após Erika, com muitos lutando para iniciar o processo de recuperação. O Ministério da Saúde destacou preocupações com doenças pós-tempestade, principalmente de mosquitos, devido a um grande aumento no uso de recipientes de armazenamento de água. Ocorreu um surto de gastroenterite nas semanas após Erika, com 153 casos confirmados até setembro 22) Os casos ocorreram principalmente em Portsmouth, Saint Joseph e Roseau.
Um único meio de fornecimento de alimentos e água as comunidades de Boetica e Delices, acessíveis apenas por ar, devido a uma garganta 80 metros (260 pé) largura e 200 pés (61 m) profundo, foi estabelecido na forma de uma tirolesa no final de setembro. Isso serviu como o principal meio de auxílio até um 30 metros (98 pé) ponte de Bailey foi construída. Até abril Em 2016, o custo dos projetos de reabilitação de infra-estrutura atingiu US $ 7 milhões (US $ 3 milhão). Complementando os esforços de reconstrução da China e do Reino Unido, o governo do país alocou mais US $ 30 milhões (US $ 11 milhões) para melhorar a segurança rodoviária. A Organização de Alimentos e Agricultura alocou US $ 300.000 (US $ 110.000) aos agricultores em outubro. Até junho 2016, o governo forneceu às vítimas US $ 5–6 milhões (US $ 1,8-2,2 milhões), principalmente para cobrir abrigos e alimentos.

### Assistência internacional

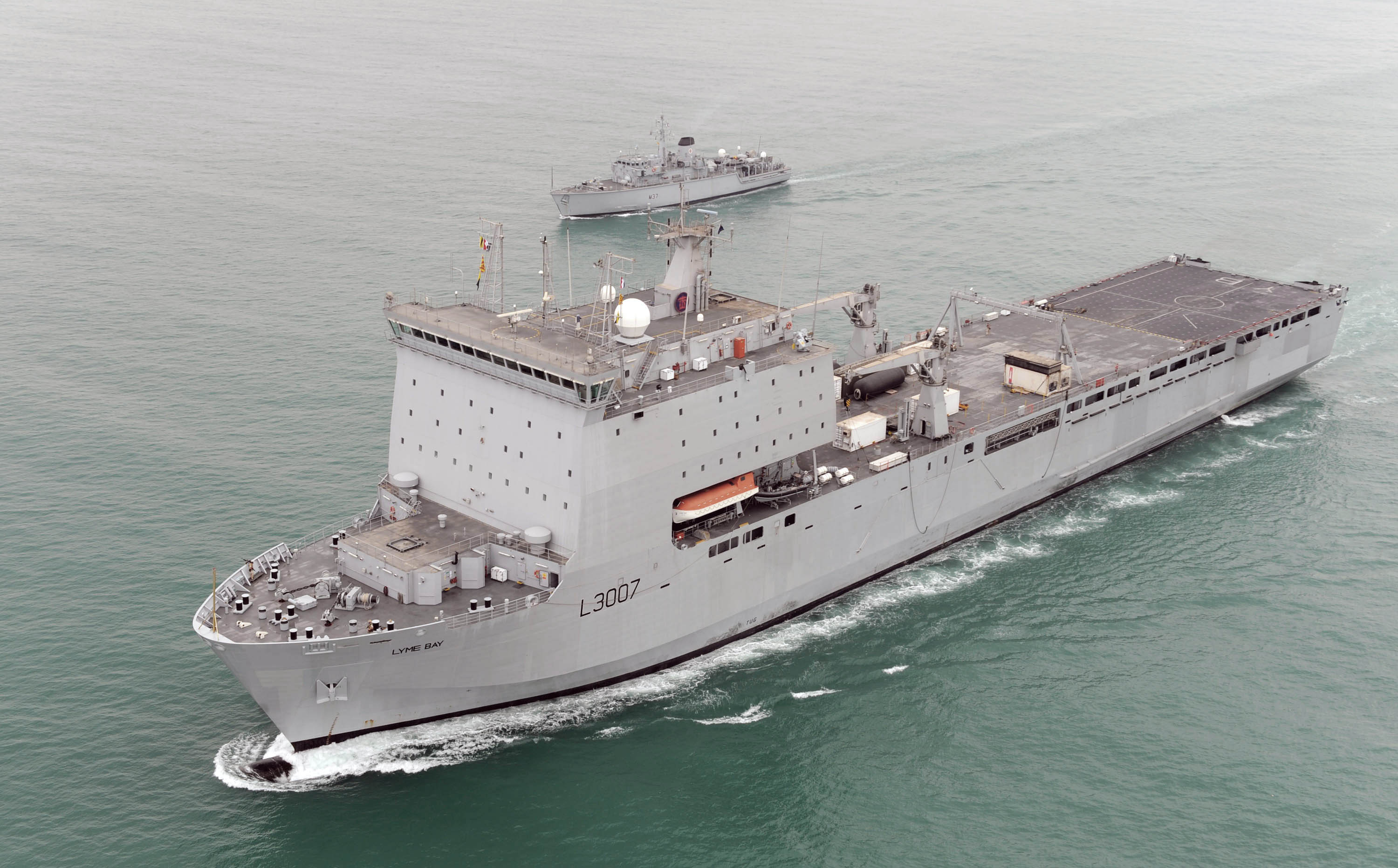
O navio Lyme Bay prestou assistência vital a muitas comunidades isoladas no início de setembro

Dentro de 48 horas de tempestade, governos do Canadá, França, Reino Unido, Estados Unidos, União Europeia e várias organizações intergovernamentais das Nações Unidas - como a Organização Pan-Americana da Saúde (OPAS), UNICEF e Programa das Nações Unidas para o Desenvolvimento —Ajuda auxiliar; Antígua e Barbuda, Barbados, Montserrat, Santa Lúcia e Trinidad e Tobago forneceram equipes de apoio - bombeiros, polícia, busca e salvamento e militares - e estabeleceram rotas de suprimento com a Dominica. A Agência de Gerenciamento de Emergências em Desastres do Caribe (CDEMA) prometeu assistência à Dominica, oferecendo dois helicópteros com suprimentos e médicos de Trinidad. As equipes de suporte do CDEMA chegaram a Dominica em 28 de agosto.  O Sistema de Segurança Regional implantado 83 pessoal que conduziu operações de busca e salvamento e ajudou na evacuação de centenas de residentes. A China e o Banco de Desenvolvimento do Caribe ofereceram US $ 300.000 e US $ 200.000 em ajuda, respectivamente, ao país. Mais tarde, a China forneceu US $ 200.000 adicionais em outubro. O governo da Venezuela transportou 2 000 toneladas de alimentos e suprimentos para Dominica e prometeu fornecer um navio porta-helicópteros em 29 de agosto. Os suprimentos da Venezuela foram reforçados para 10 toneladas em 1 de setembro, e o navio PDV Marina foi implantado naquele dia com mais 13 toneladas de combustível, máquinas e outros suprimentos.
Assistência adicional foi fornecida pelos Governos de Cuba, Granada e São Cristóvão e Nevis até 31 de agosto, o último dos quais doou US $ 1 milhões (US $ 368.000). O navio Lyme Bay de bandeira britânica chegou a Dominica em setembro 2, carregando suprimentos médicos, fuzileiros navais, e um helicóptero Lynx Mk.8. O helicóptero voou 25 vôos ao longo de um período de cinco dias para comunidades isoladas, fornecendo 2 toneladas de suprimentos diariamente. Mais que 20 toneladas de água e 5,3 toneladas de alimentos foram fornecidas pela RFA Lyme Bay. Os governos das Ilhas Virgens Britânicas e Taiwan prometeram US $ 100.000 em fundos. A Digicel e o LIME coordenaram os esforços de restauração das redes de fibra óptica do país. O primeiro solicitou doações de 32 países, enquanto estes ajudaram a estabelecer rotas de suprimento para comunidades isoladas. A Digical também fez parceria com a Cruz Vermelha Dominicana, pagando pelo transporte para que as equipes de socorro pudessem acessar cidades isoladas.

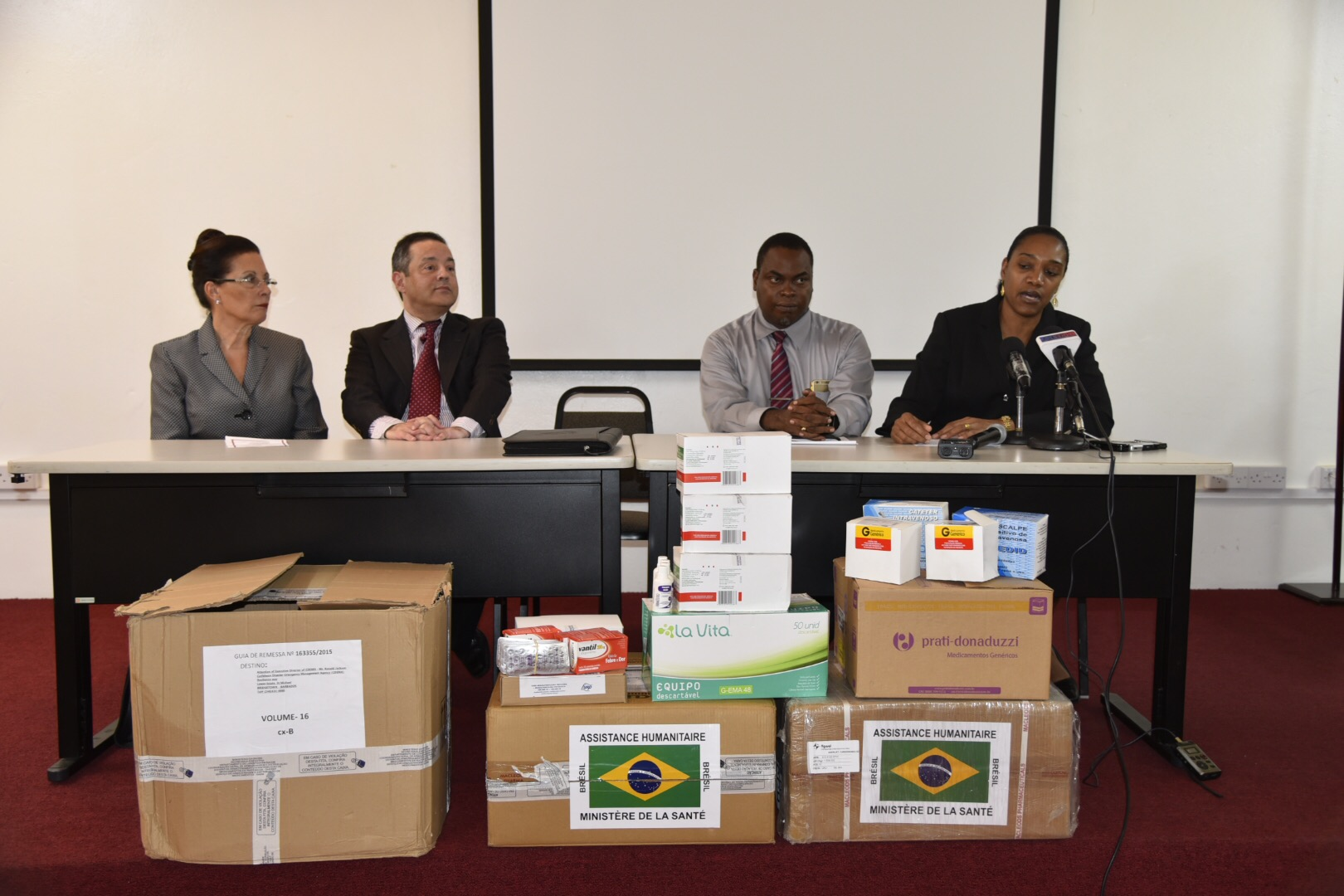
Brasil forneceu suprimentos médicos (foto) em outubro 2015 para a nação atingida por um desastre

O governo das Ilhas Cayman doou US $ 500.000 e solicitou aos residentes do território que doassem suprimentos. O governo do Japão forneceu US $ 100.000 em geradores, purificadores de água e tanques de água através da Agência de Cooperação Internacional do Japão. Mais TT $ 5 US $ 784.000) foram fornecidos por Trinidad e Tobago. O governo da Guiana enviou uma remessa de 68 toneladas de arroz coletadas através de doações públicas e privadas, três vezes mais do que o previsto. Por meio de seu programa de excesso de chuvas, o Serviço de Seguro de Risco de Catástrofe do Caribe forneceu € 6,5 milhões (US $ 2,4 milhões) ao governo da Dominica - o pagamento máximo permitido. Milhares de material escolar, incluindo livros e utensílios de escrita, foram coletados pela Comunidade do Caribe. A Agência Adventista de Desenvolvimento e Recursos Assistenciais (ADRA), Voluntários para Todas as Mãos, Comboio de Esperança, ChildFund e a Organização dos Estados Americanos também prestaram assistência.
A resposta inicial do UNICEF incluiu a distribuição de mais de 600 kits de higiene e 4.000 Pastilhas purificadoras de água. O apoio logístico, como telefones por satélite, carregadores solares e laptops, foi fornecido pela União Internacional de Telecomunicações. Quatro toneladas de suprimentos médicos fornecidos pela OPAS chegaram em setembro 9, e o Governo do Brasil forneceram itens médicos adicionais em outubro. Após uma liberação inicial de fundos em setembro 3, a Federação Internacional das Sociedades da Cruz Vermelha e do Crescente Vermelho (IFRC) lançou um apelo de emergência em setembro 10 por aproximadamente US $ 1 milhões para ajudar 12 000 pessoas. A operação de socorro da sociedade durou até abril 10 de 2016 e forneceu 12 382 pessoas com assistência para salvar vidas. O objetivo principal do IFRC era restaurar o acesso à água limpa; mais de meio milhão de litros de água foram fornecidos durante os sete meses de operação. Em relação à saúde, foi disponibilizado apoio psicossocial a 873 pessoas, aproximadamente metade do objetivo original. A conscientização de higiene e a distribuição de kits foram bem-sucedidas, com todas as 1.000 kits fornecidos aos necessitados. A Cruz Vermelha Dominicana promoveu em massa o aplicativo móvel da Cruz Vermelha para 8.000 telefones, embora apenas 399 pessoas tenham baixado. Foram concedidos US $ 334 subsídios em dinheiro - por meio de cartões de débito VISA - a 279 famílias para cobrir bens perdidos. Um total de 1.000 colchões foram fornecidos aos sobreviventes e um pedido de camas adicionais foi feito; no entanto, fundos limitados impediam o cumprimento.
Em março de 2017, o CDEMA aprovou um plano de € 9,6 milhões (US $ 10,5 milhões) para solucionar faltas descobertas na legislação de resposta a Erika sobre os desastres da Dominica.

### Reconstrução
A destruição de Petite Savanne forçou a evacuação de 823 pessoas; a vila foi posteriormente considerada inabitável e uma nova cidade precisava ser construída em outro lugar.  Muitos foram transferidos temporariamente para a Dominica Grammar School em Roseau ; no entanto, os membros do público encaravam os evacuados com desprezo e os insultavam por atrapalhar suas vidas diárias. O representante parlamentar Kenneth Darroux pediu aos residentes que fossem compreensivos e pacientes com aqueles que foram deslocados. Os planos para um novo acordo foram estabelecidos em fevereiro 2016, com planos para construir 500-1.000 casas. Da mesma forma, todos os residentes de Dubique foram forçados a evacuar; eles foram realocados para casas temporárias em Grand Bay, fornecidas pela Venezuela. Dez casas de dois e três quartos foram fornecidas pela ADRA. Os custos de reassentamento e reconstrução excederam US $ 91 milhões (US $ 14,3 milhão). O poder foi restaurado em todas as áreas do país, exceto Petite Savanne e Dubique, em setembro 28. A restauração do sistema de água do país foi concluída em janeiro 2016; no entanto, sistemas permanentes ainda estavam para ser construídos.
As organizações francesas forneceram € 70.000 (US $ 77.000) para a reconstrução de duas escolas. O reparo do aeroporto de Douglas-Charles foi considerado prioritário, embora a primeira fase de reabilitação de pistas e parqueamentos tenha levado mais de um ano para ser concluída. Além dos reparos, foram implementados maiores sistemas de defesa contra inundações, incluindo dragagem, paredes de inundação e treinamento de rios. Construção de 25 casas planejadas pela ADRA começaram em fevereiro 2016, com conclusão prevista para 2017; 50. voluntários estavam envolvidos no projeto. Em novembro 2016, a Dominica assinou um acordo com a União Europeia por € 8,9 milhões (US $ 9,6 milhões) projeto de reabilitação. Em um projeto de união entre Dominica e Reino Unido, uma nova estrada de Loubiere para Bagatelle, no sudeste da Dominica, foi anunciada em março de 2017. EC $ 100 milhões (US $ 37 milhões) asseguraria que a estrada pudesse lidar com fortes chuvas, com 12-14 bueiros e 3 pontes. Além disso, as questões de falha na borda da estrada deveriam ser abordadas.

### Nome retirado
Devido aos efeitos desastrosos na Dominica, em 25 de abril de 2016 o nome Erika foi retirado e nunca mais será usado para um ciclone tropical no Atlântico. Ele será substituído por Elsa para a temporada de furacões do Atlântico em 2021. Erika é apenas o segundo ciclone tropical do Atlântico que não se tornou um furacão a ter seu nome retirado, sendo o outro Allison em 2001.